# Vous avez un message (série télévisée)
Pour les articles homonymes, voir Signed, Sealed, Delivered (homonymie).
Vous avez un message (Belgique et France) ou Les Lettres orphelines (Québec et Réunion) est une série de comédie dramatique à énigme américaine (titre original : Signed, Sealed, Delivered) en dix épisodes de 43 minutes ainsi que treize téléfilms de 90 minutes, créée par Martha Williamson (en) et diffusés entre le 12 octobre 2013 et le 15 juillet 2018 sur Hallmark Channel.
D'abord introduite par un téléfilm pilote en 2013, la série adopte ce format de 85 minutes après la fin de la première et unique saison.
Elle est diffusée sur Antenne Réunion depuis le 30 janvier 2021, à raison d'un épisode tous les samedis.

## Synopsis
Une équipe d'employés postaux se fait un devoir de retrouver les destinataires des lettres et des paquets postaux qui n’ont jamais été livrés. Leur mission est de tenter de percer leur mystère pour, peut-être, sauver des vies, résoudre des crimes, réunir d’anciens amoureux, voire modifier le destin.

## Distribution

### Acteurs principaux
- Eric Mabius (VF : Anatole de Bodinat ; VQ : Benoit Éthier) : Oliver O'Toole
- Kristin Booth (VF : Carole Baillien ; VQ : Julie Beauchemin) : Shane McInerney
- Crystal Lowe (VQ : Rachel Graton) : Rita Haywith
- Geoff Gustafson (VF : Frédéric Meaux ; VQ : Philippe Martin) : Norman Dorman

### Acteurs récurrents
- Valerie Bertinelli : Rebecca Starkwell
- Carol Burnett : Ardis Paine
- Valerie Harper : Theresa Capodiamonte
- Marilu Henner : Glynis Rucker
- Della Reese : Cora Brandt
- Zak Santiago : Ramon Rodriguez
- Gregory Harrison : Joe O'Toole
- Daphne Zuniga (VF : Déborah Perret) : Andrea Shmeckle (téléfilm pilote)
- Poppy Montgomery (VF : Rafaèle Moutier) : Holly (téléfilm La lettre de Holly)

 Source et légende : version française (VF) sur RS Doublage
 Source et légende : version québécoise (VQ) sur Doublage.qc.ca

## Production

### Tournage
Le tournage a lieu à Vancouver en Colombie britannique au Canada.

### Fiche technique
Sauf indication contraire, les informations mentionnées dans cette section peuvent être confirmées par la base de données cinématographiques IMDb,  présente dans la section « Liens externes ».
- Titre original : Signed, Sealed, Delivered
- Titre français : Vous avez un message
- Titre québécois : Les Lettres orphelines
- Création : Martha Williamson
- Casting : Jackie Lind (10 épisodes) ; Shana Landsburg
- Réalisation : Scott Smith (4 épisodes), Kevin Fair (2 épisodes), Mike Rohl (2 épisodes) et Lynne Stopkewich (2 épisodes)
- Scénario : Martha Williamson ; Dean Batali, Katherine Collins, Dawn DeKeyser, Jeff Eckerle, Brandi Harkonen, Kerry Lenhart, Marilyn Osborn et John J. Sakmar
- Direction artistique : Renee Read
- Décors : Justin Ludwig
- Costumes : Rebekka Sorensen-Kjelstrup
- Photographie : Adam Sliwinski
- Montage : Gordon Rempel, Nicole Ratcliffe et Lisa Binkley
- Musique : James Jandrisch
- Production : Scott Smith (10 épisodes), Joel S. Rice (2 épisodes), Martha Williamson (2 épisodes), Harvey Kahn (1 épisode) et Michael Prupas (1 épisodes)
- Société de production : MoonWater Productions ; Muse Entertainment Enterprises et Special Delivery TeleProductions (coproductions)
- Société de distribution : Hallmark Channel
- Pays d'origine :  États-Unis /  Canada
- Langue originale : anglais
- Format : couleur - 16:9 HD
- Genre : comédie dramatique à énigme
- Durée : 43 minutes
- Dates de diffusion :
  - États-Unis : 20 avril 2014 sur Hallmark Channel
  - Belgique : 26 mars 2015 sur [Laquelle ?]
  - Québec : 31 août 2016 à Séries+[4]
  - France : [Quand ?] sur [Laquelle ?]

## Épisodes

### Téléfilm pilote (2013)
- La Lettre de Kelly ou Cher Charlie au Québec (Second Chances)

### Première saison (2014)
1. Le Témoin (Time to Start Livin')
2. À qui de droit (To Whom It May Concern)
3. Âmes sœurs (Soulmates)
4. Le Chef-d'œuvre (The Masterpiece)
5. Les Portes de l'éternité (The Edge of Forever)
6. Lettre du futur (The Future Me)
7. Refrain oublié (Something Good)
8. Nuit noire (Dark of Night)
9. La Boîte au Trésor (The Treasure Box)
10. Un espoir et un avenir (A Hope and a Future)

### Téléfilms (2014–2024)
En France, comme au Québec, chaque téléfilm diffusé a pour titre Vous avez un message ou Les Lettres orphelines accompagné d’un sous-titre :
1. La Lettre au Père Noël (Signed, Sealed, Delivered for Christmas) de Kevin Fair (2014)
2. La Lettre de Holly ou Bons baisers de Paris au Québec (Signed, Sealed, Delivered: From Paris with Love) de Kevin Fair (2015)
3. Quand la vérité éclate ou À chacun sa vérité au Québec (Signed, Sealed, Delivered: Truth Be Told) de Kevin Fair (2015)
4. Miss courriers spéciaux ou Contre toute attente au Québec (Signed, Sealed, Delivered: The Impossible Dream) de Kevin Fair (2015)
5. Une saint-valentin pas comme les autres ou Du fond du cœur au Québec (Signed, Sealed, Delivered: From the Heart) de Lynne Stopkewich (2016)
6. Amis ou amants ? ou La Perle rare au Québec (Signed, Sealed, Delivered: One in a Million) de Kevin Fair (2016)
7. Un dernier au revoir ou Perdu sans toi au Québec (Signed, Sealed, Delivered: Lost Without You) de Kevin Fair (2016)
8. Comme un ouragan ou Toujours plus haut au Québec (Signed, Sealed, Delivered: Higher Ground) de Kevin Fair (2017)
9. Un héritage inattendu (Signed, Sealed, Delivered: Home Again) de Kevin Fair (2017)
10. En route vers le mariage (Signed, Sealed, Delivered: The Road Less Travelled) de Kevin Fair (2018)
11. Vive les mariés ! (Signed, Sealed, Delivered: To the Atlar) de Kevin Fair (2018)
12. La lettre perdue (Signed, Sealed, Delivered: The vows we have made) de Linda-Lisa Hayter (2021)
13. Un Conte à trois lettres (Signed, Sealed, Delivered: A Tale Of Three Letters) de Linda-Lisa Hayter (2024)
14. (Signed, Sealed, Delivered: To The Moon And Back) de Linda-Lisa Hayter (2025)

## Accueil

### Audience
La série  (pilote + saison 1) a pour note 58/100 sur Metacritic, avec cinq critiques (en 2019).
La série (intégralité de la série et des films) a pour note 15.9/20 sur Seriebox avec 18 votes (en 2024).

### Critiques
Brian Lowry de Variety souligne que c’est « si démodé et à l'eau de rose, que cela pourrait fonctionner » (« so old fashioned and hokey that it just might work »).
David Hinckley du New York Daily News lui donne trois étoiles sur cinq en 2014, disant que « alors que tous les personnages étaient terriblement sympathiques, ils parlaient comme s’ils lisaient des cartes de vœux signées Hallmark » (« while all the characters were terribly likable, they spoke as if they were reading from Hallmark greeting cards »).